# Гренландская экспедиция Нансена
Гренла́ндская экспеди́ция На́нсена 1888—1889 годов была первым в мировой научной практике успешным пересечением ледникового покрова острова Гренландия. Экспедиция доставила большой комплекс метеорологических данных, сведений о физической географии и богатые этнографические наблюдения. Успех экспедиции способствовал подъёму национального самосознания норвежцев и открыл ряд успешных походов в высокие широты Северного и Южного полушарий, которые сегодня известны как «золотой век полярных исследований». Методы, опробованные экспедицией, стали основой похода Нансена на Северный полюс в 1895—1896 гг.

## Предыстория

### Ранние попытки пересечения Гренландии
С 1752 по 1886 гг. было совершено восемь попыток пересечения острова, все они направлялись с запада на восток — из цивилизации в неизвестность. Западное побережье Гренландии было достаточно хорошо освоено европейцами, и на юго-западе располагался порт-столица Готхоб. Все, кто пытался пересечь Гренландию, в случае неудачи имели возможность вернуться назад — к населённому западному побережью. Первая попытка была предпринята в 1752 году датчанином Далагером, который смог углубиться в ледник на 13 км. Из наиболее заметных попыток XIX в. можно выделить следующие:
1. В 1860 году американский полярный исследователь Айзек Израэль Хейс во время зимовки во фьорде Фульке (78°18′с. ш., 72°31′ з. д.) продвинулся в глубь Гренландского ледника на 90 км[3][4].
2. В 1878 году датский морской офицер Арнольд Йенсен за 23 дня продвинулся на 130 км.
3. В 1883 году шведский исследователь Адольф Норденшельд выступил из фьорда Алатейнвик (78°15’ с. ш.), но не смог продвинуться далее 117 км в глубь ледяной пустыни (это была вторая попытка исследователя пересечь материковый щит). Однако сопровождавшие его саами продвигались вперёд от крайней стоянки Норденшельда ещё 58 часов, преодолев ещё 70 км[5].
4. В 1886 году совершил свою первую экспедицию американец Роберт Пири, предполагавший использовать ездовых собак, но в конечном итоге сани тащили восемь нанятых эскимосов. Это был разведочный поход, базировался он в Годхавне в заливе Диско. Пири удалось проникнуть на 160 км в область оледенения за 26 дней[6].

Все эти экспедиции показали, что пересечение гренландского ледяного щита представляет очень большие трудности, которые ряду авторитетных полярников казались непреодолимыми.

### Планы Нансена
Впервые замысел пересечь ледниковый покров Гренландии зародился у Нансена летом 1882 года на борту тюленебойного судна «Викинг», где он проходил биологическую практику. В 1883 году Нансен прочитал в газете заметку, в которой описывалось благополучное возвращение Норденшельда из гренландской экспедиции. Особенно Нансена поразили слова сопровождавших шведского исследователя саамов, что поверхность ледника очень удобна для лыж и позволяет в кратчайший срок пройти огромные расстояния.
Принципиальным отличием плана Нансена от всех предыдущих было направление передвижения экспедиции. Сам Нансен писал об этом так:

«Прежние попытки делались в направлении с населённого западного берега на восточный, а последний окружён льдами, дрейфующими здесь в море в течение бо́льшей части года и препятствующими судам подходить к берегу. Экспедиция, вышедшая с запада на восток, не могла бы рассчитывать найти убежище на восточном берегу или на возможность быть забранной оттуда судном; она должна будет, если ей удастся пересечь Гренландию, идти обратно тем же путём к западному берегу, то есть проделать двойной путь».

Большое внимание Нансен уделял и тому, что при высадке на восточный, тогда — считавшийся необитаемым берег Гренландии «будут сожжены мосты»:

«…Для сохранения своей жизни и возвращения домой необходимо будет дойти до населённых мест на западе во что бы то ни стало; иного выбора не будет, а это всегда сильный стимул в действиях человека».

По плану надлежало высадиться во фьорде Сермилик к западу от Ангмагссалика (65°35’ с. ш.) — там располагалось стойбище эскимосов. Далее путь шёл к верховью фьорда, откуда начинался подъём на ледниковый щит. Курс по леднику — северо-западный до датской колонии Кристиансхоб в заливе Диско, где, по мысли Нансена, имелся пологий спуск с ледника. Планируемая дистанция = 600 км..

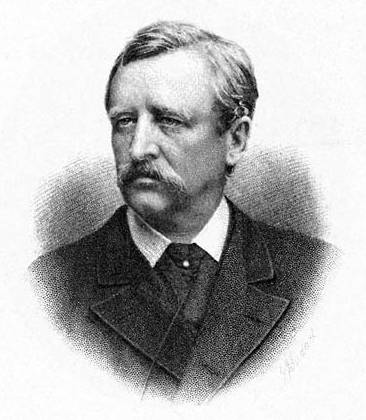
Портрет Норденшельда

В ноябре 1887 года Нансен решился поехать в Стокгольм, чтобы ознакомить со своим планом Норденшельда. При встрече присутствовал профессор стокгольмской Высшей школы Брёггер (позднее написавший биографию Нансена), на которого крайне негативное впечатление произвело то, что Нансен явился без пальто, а в вязаной лыжной куртке походил на акробата! Норденшельд планов Нансена не одобрил, но счёл их вполне выполнимыми, и даже был готов поделиться собственным опытом.
После поездки в Стокгольм, Нансен представил Университету Кристиании ходатайство об отпуске необходимых ему 5000 крон (около 2500 рублей по курсу 1888 года). Начиналось оно фразой: «Я намерен летом предпринять поход через материковые льды Гренландии», а заканчивалось обширной цитатой из Норденшельда: «в настоящее время едва ли можно указать на более важную задачу для полярной экспедиции, чем изучение внутренней части этой страны». Университет план принял и одобрил, обратившись за финансированием к правительству. Одновременно Нансен обратился к Норвежской Академии наук с просьбой о финансировании.

Планы Нансена были опубликованы в январе 1888 г. и вызвали бурю негативных эмоций. В финансировании было отказано со следующей формулировкой: 

«Правительство не видит, с какой стати норвежское государство должно выдать столь громадную сумму для увеселительной поездки какого-то частного лица».

Против Нансена была развёрнута кампания травли в прессе, газеты писали, что «было бы преступлением оказать поддержку самоубийце». Исключения были редки, в частности, геолог профессор Амунд Хелланд (1846—1919) выступил с апологетической статьёй в поддержку Нансена. Уже на следующий день после её опубликования к Нансену обратился датский филантроп Августин Гамель (1839—1904). Характерно, что пресса немедленно обрушила на Нансена ряд нападок за то, что он принял датскую помощь!

## Снаряжение, финансы
Непосредственная подготовка велась весной 1888 года, параллельно с подготовкой защиты докторской диссертации Нансена. Пожертвованных Гамелем 5000 крон не хватило, в результате суммарные расходы экспедиции превысили 15 000 крон, эти расходы Нансен скомпенсировал из личных средств.

### Оснащение санного похода
При более чем скромном бюджете, Нансен особое внимание уделил снаряжению и научному оборудованию, большую часть которых сконструировал и испытал лично. Нарты были сделаны из ясеневой древесины и бамбука, они были рассчитаны на то, чтобы их тянул один человек. Нарты имели 2,9 м в длину и 0,5 м в ширину, и оснащены стальными полозьями. Собственный вес саней — 13,8 кг. У экспедиции было 5 нарт. Первоначально Нансен планировал взять оленей в качестве тягловой силы, но вынужден был отказаться от этой идеи. Ездовых собак достать также не удалось, а амбиции Нансена, как писал он сам, не потерпели бы промедления в экспедиции. Помимо беговых лыж, каждый член экспедиции был оснащён лыжами-ракетками для передвижения по рыхлому снегу индейского (канадского) и норвежского образцов.
Палатка состояла из 5 полотнищ, которые можно было использовать как паруса для нарт. Люди ночевали в трёхместных спальных мешках из оленьих шкур. Норвежские члены экспедиции были одеты в вязаные шерстяные лыжные костюмы и егерское бельё, поверх которых набрасывались штормовки из плотной хлопчатобумажной ткани. Куртки были оснащены капюшонами. Саамы носили одежду из оленьих шкур, а на ногах каньги из оленьей шкуры, набитые сухой травой рода сенны. Для защиты от снежной слепоты были взяты тёмные очки, а также красные шёлковые вуали для предохранения лица.
Походная кухня состояла из спиртовой печки с 6 фитилями, с двумя котлами: внутренним для варки пищи и внешним — для растопки снега. Нансен писал, что при −40 °C для получения 5 литров супа и 4 литров питьевой воды требовалось 0,35 литра спирта. Спирта было взято 30 л. У каждого члена экспедиции была также индивидуальная фляжка для растопки воды от человеческого тепла: утром она набивалась снегом и носилась под одеждой.

### Питание
Рацион питания был намного разнообразнее, чем у последующих экспедиций: Нансен отказался от сухарей, взамен взяв овсяные и «мясные» галеты (в последних содержался определённый процент мясной муки). В Дании был также заказан пеммикан, но вместо него поставщик привёз прессованное мясо, чрезвычайно твёрдое и почти не содержащее жиров, что впоследствии вызвало серьёзные проблемы. В рацион также входили «мясной шоколад» (шоколад, содержащий 20 % мясного порошка), колбасы из бобов — из них варили лабскаус, палтусина и два вида сыра, брусничное варенье, сгущённое молоко, шинкованная капуста и печёночный паштет. Нансен крайне враждебно относился к алкоголю и табаку, поэтому табака взяли из расчёта на трубку каждое воскресенье. Однако отсутствие опыта и отсутствие сведений о климатических условиях внутри Гренландского ледника привели к занижению количества взятого провианта, в результате почти всю экспедицию её участники питались впроголодь. Мало было и топлива, в результате приходилось уменьшать количество горячей пищи, а также не удавалось растапливать много льда для получения питьевой воды.

### Научное оборудование
Экспедиция располагала теодолитом, секстантом с искусственным ртутным горизонтом, набором для пеленгования с тремя компасами. Было взято 5 карманных компасов, 3 анероида, гипсометр, 6 ртутных термометров, 2 спиртовых термометра, 4 карманных хронометра. Имелся набор для забора проб воздуха, фотоаппарат и набор для смены фотопластинок, 2 бинокля и 2 шагомера. Из оружия было взято две двустволки (один ствол — нарезной, второй — для дроби).

## Команда
Несмотря на враждебное отношение прессы, в Норвегии нашлись желающие участвовать в экспедиции. В состав команды вошли:
1. Фритьоф Нансен, 27 лет — начальник экспедиции, также исполнял обязанности кока.
2. Отто Свердруп, 33 года — по профессии капитан арктического промыслового судна.
3. Олаф Кристиан Дитриксон, 32 года — премьер-капитан норвежской армии, картограф. Выполнял программу метеорологических исследований.
4. Кристиан Кристиансен, 24 года — северонорвежский крестьянин, уроженец фермы Трана (по имени которой его часто называют).
5. Самуэль Йоханнесен Балту, 27 лет — саами по национальности, оленевод и каюр.
6. Оле Нильсен Равна, 46 лет — саами по национальности, оленевод и каюр.

Все перечисленные были опытными лыжниками и охотниками, обладающими навыками выживания в арктической природе. Саамов предполагалось использовать как погонщиков оленей, однако после того, как пришлось обходиться без тягловых животных, специфические навыки их не были востребованы.

## Ход экспедиции

### Плавание к берегам Гренландии
28 апреля 1888 года, за 4 дня до отправления, прошла защита докторской диссертации Нансена «Нервные элементы, их структура и взаимосвязь в центральной нервной системе асцидий и миксин». Защита прошла со скандалом, один из оппонентов заявил: «Практически вряд ли можно надеяться, что молодой человек вернётся из этого похода живым, и если он будет счастливее оттого, что получил перед отъездом докторскую степень, так почему бы не дать ему её?». По воспоминаниям дочери Нансена — Лив Хейер, по достоинству работа была оценена уже в начале XX в., а сам Нансен публично заявил, что пусть лучше будет плохая защита, чем плохое снаряжение. Современные норвежские учёные считают, что негативные отзывы на докторскую работу Нансена были вполне оправданы.
2 мая 1888 г. члены экспедиции и всё снаряжение рейсовым пароходом отплыли в Шотландию, а 9 мая отбыли в Исландию на датском пароходе «Тюра». 20 мая, посетив по пути Фарерские острова, экспедиционеры высадились в Иса-фьорде, где должны были дожидаться промыслового судна «Язон» (на котором Нансен в 1882 г. уже плавал в Гренландию), с его капитаном Нансен договорился о высадке на побережье. В ожидании члены команды коротали время охотой, а Нансен писал статью об анатомии угря, которую не успел закончить в Норвегии.
3 июня пришёл «Язон», а уже 5 июня экспедиция была у кромки пакового льда. Команда «Язона» занималась промыслом тюленя-хохлача и ловлей трески, но плотные льды не давали приблизиться к берегу. Только 17 июня экспедиция оказалась в виду фьорда Сермилик, полоса припая имела ширину 18 км.. В 19:00 началась высадка: всё снаряжение и члены экспедиции были выгружены в две китобойные шлюпки, на которых предстояло достигнуть берега.

### На дрейфующей льдине

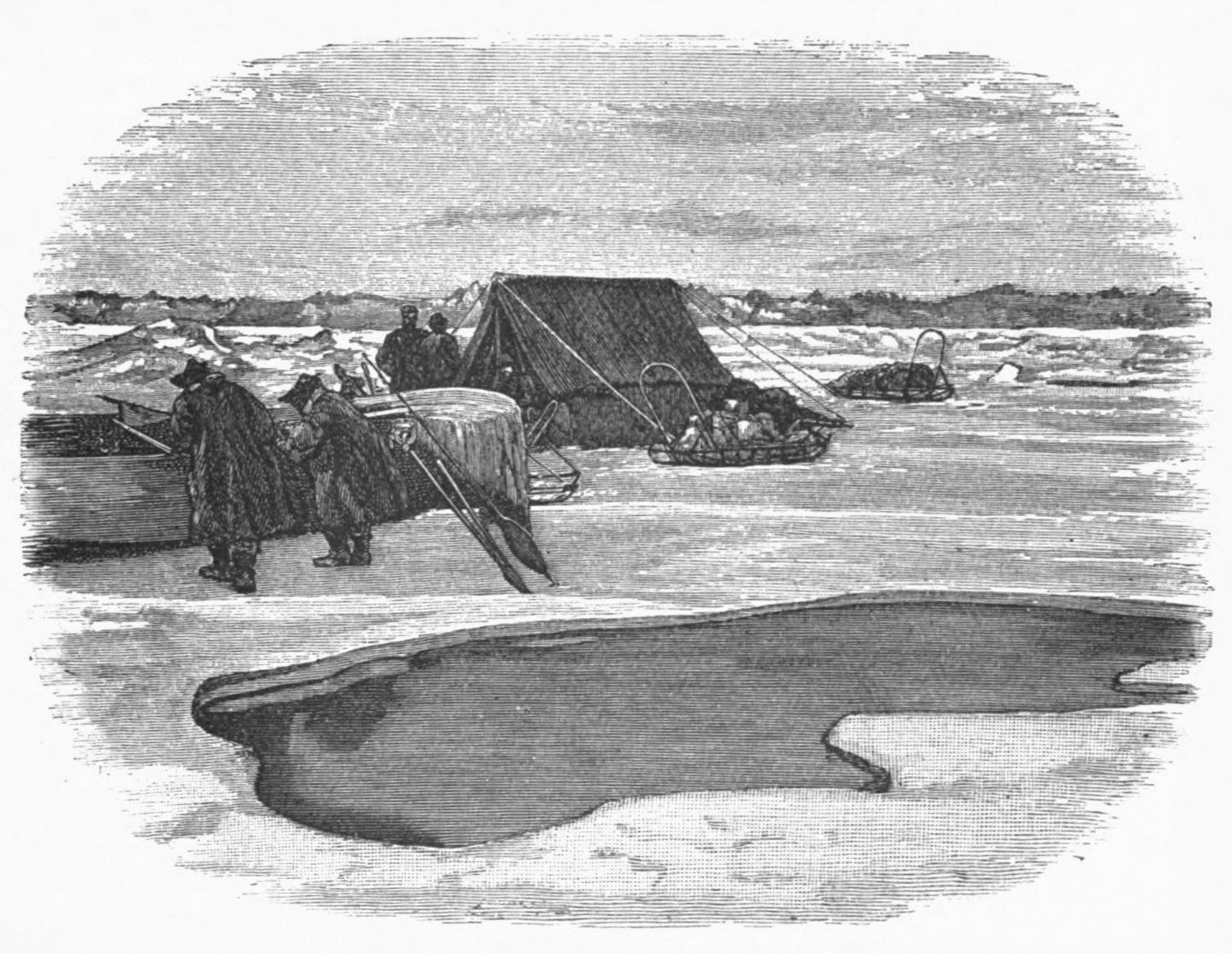
Лагерь на льдине

Высадиться на берег в тот же день не удалось: плотные льды сомкнулись, а вскоре край льдины буквально взрезал борт лодке Свердрупа. В 10:00 18 июня хлынул дождь, после чего экспедиционеры разбили на льду палатку и стали ждать. К тому времени стало ясно, что высадиться в Сермилик-фьорде не удастся, по причине чрезвычайно быстрого течения, уносившего льдину с людьми на юг. 20 июня льды начали разрушаться от сильного волнения, постоянно приходилось менять место лагеря. Скорость дрейфа временами достигала 60 км в сутки, экспедиционеров то прибивало вместе со льдиной к земле, то уносило в море. Только 29 июня лёд сильно разредился и удалось благополучно высадиться на берег.
Нансен писал:

«Мы потеряли целый месяц, короткое лето уже далеко продвинулось вперёд, но даже теперь мы ещё успеем достигнуть западного берега, если достаточно хорошо используем время…»

### Восточное побережье Гренландии

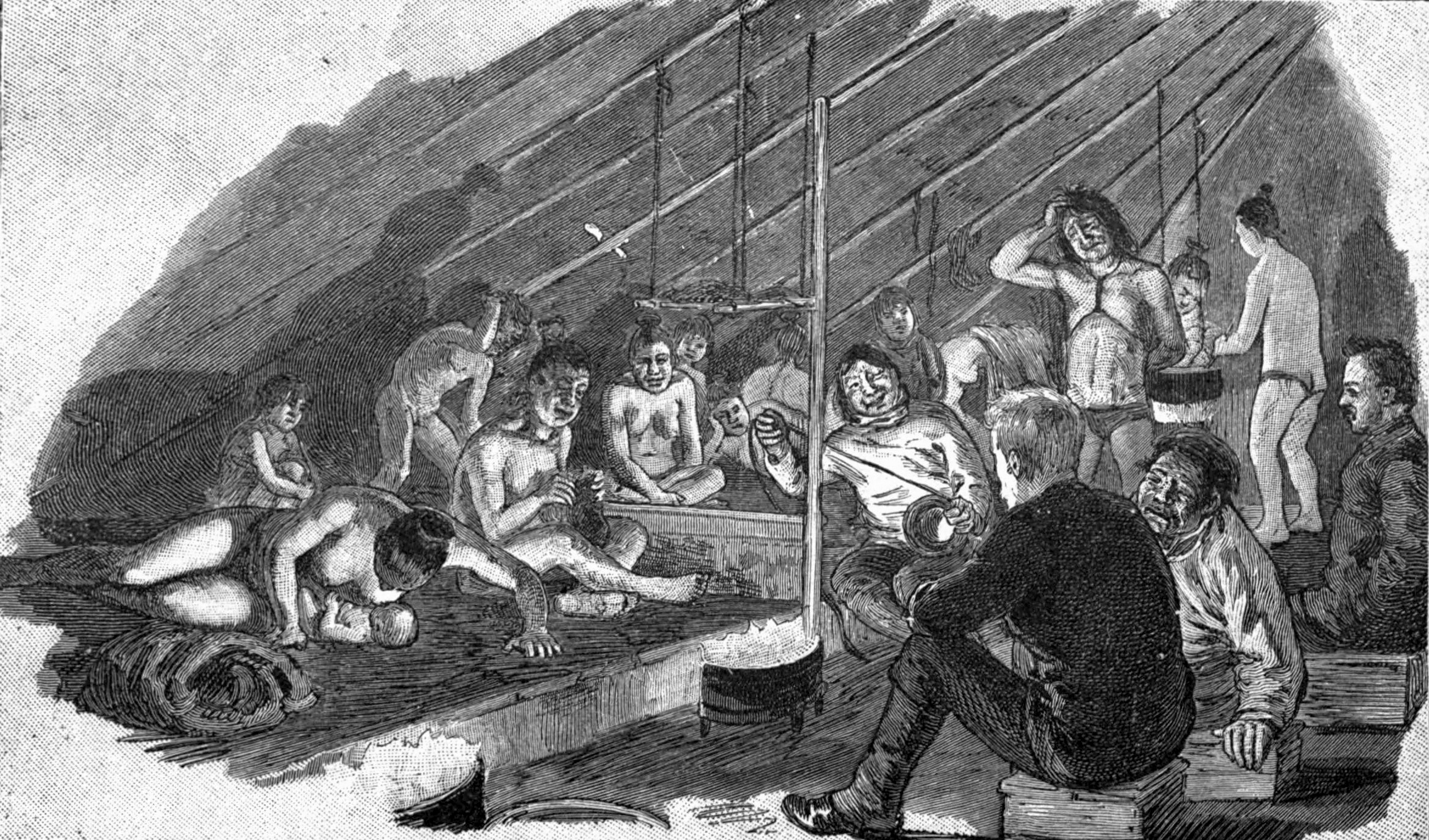
В гостях у эскимосов

Далее экспедиционеры на лодках двинулись обратно на север. Льды по-прежнему мешали: их приходилось расталкивать баграми или прорубаться сквозь них топорами. 30 июня завидели на берегу эскимосов. У Нансена был норвежско-эскимосский разговорник, но оказалось, что местные жители говорят на другом диалекте, пришлось общаться знаками. Эскимосы приютили путешественников в своём становище близ ледника Пуисорток. У эскимосов Нансен и товарищи прожили до 21 июля . Двигаясь дальше по побережью, экспедиционеры постоянно встречали эскимосские стойбища, в одном из которых был даже датский флаг.

«Во многих местах мы находили развалины старых эскимосских построек. <…> Обитатели их умерли от болезней или от голода, который может наступать здесь в тяжёлые зимы, а последние трупы остались в домах, так как некому было их вынести. Теперь эскимосы не селятся в таких местах…»

К тому времени путешественники сильно страдали от гнуса. Впервые возник конфликт с саамами, которые чуть было не подняли бунта из-за рационирования пищи. Умивик-фьорда экспедиция достигла 10 августа в густом тумане, преодолев 200 км по воде.

### Переход через ледник
Несколько дней ушло на подготовку к переходу. Стальные полозья нарт сильно заржавели во время морского перехода, их нужно было очистить и отполировать, а ботинки норвежцев требовали новых подошв, подкованных латунными винтами. Значительная часть снаряжения и лодки были оставлены на гренландском побережье.
Старт был взят в 21:00 15 августа: снег сильно подтаивал днём, поэтому было решено передвигаться по ночам. На одного человека приходилось 120 кг груза, поэтому приходилось запрягаться в сани втроём, а остальные перетаскивать повахтенно. Через несколько дней груз был перераспределён: четверо членов команды тащили по 100 кг каждый, а Нансен и Свердруп впрягались вдвоём в сани, куда перегрузили оставшееся имущество.
В первый день экспедиционеры поднялись на 180 м над уровнем моря. Подъём ледника был пологим, но изобиловал трещинами. 17 августа начался ливень и не прекращался до 20-го. Спать приходилось, подложив под себя лыжные палки и лыжи, чтобы не лежать в луже. Нансен распорядился питаться один раз в день, когда экспедиционеры не работают.
22 августа температура упала ниже нуля: −5 °C. Снег покрылся ледяной коркой, настолько неровной, что нарты опрокидывались. Для облегчения груза, было решено использовать в качестве топлива промасленные брезентовые чехлы от спальных мешков: дождей больше не ожидалось. До 25 августа подъём становился всё круче, а 25-го числа начался буран и сильный снегопад. Поздно вечером 26 августа экспедиционеры достигли высоты 1880 м. Поскольку ветер дул со стороны моря, было решено поставить на нарты паруса, чтобы сэкономить людские силы. Нарты были связаны в два «парома»: по двое и трое нарт.
Нансену предстояло решать, каким путём идти. Было ясно, что до наступления зимы и окончания навигации в Кристиансхоб экспедиционеры не успеют. До него по прямой линии было 595 км. Было решено идти в Готхоб, до которого было 470 км по совершенно неизвестной территории. В первые дни, однако, ветры заставляли путешественников идти на юго-запад, метели не прекращались.

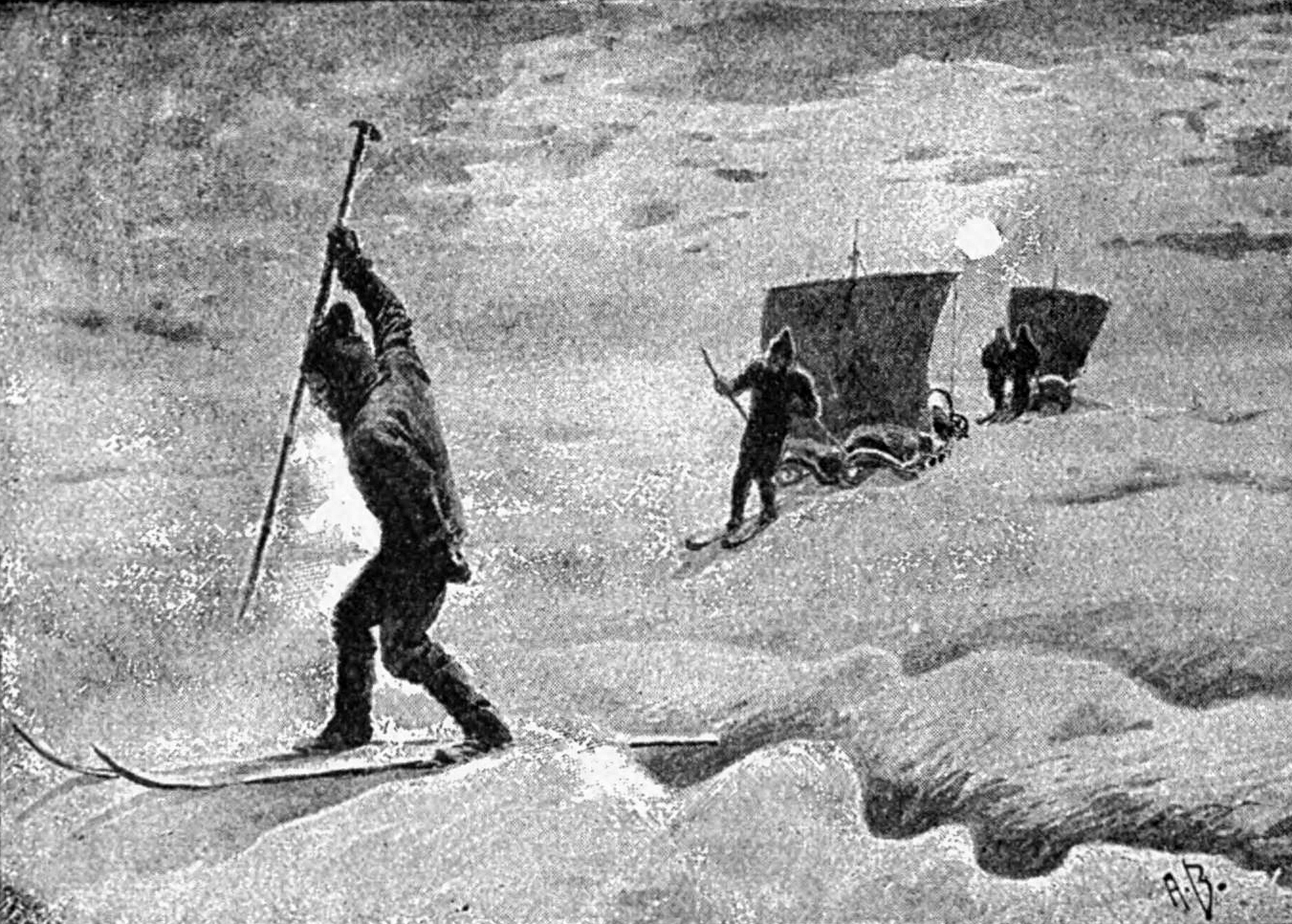
«Под парусами в лунном свете» — рисунок, сделанный по эскизу Нансена. На заднем плане видны нарты с прикреплёнными к ним парусами.

Экспедиционеры испытывали проблемы со здоровьем: Кристиансен, оступившись на краю трещины, вывихнул себе колено, но его смогли быстро восстановить массажем. Саамы страдали снежной слепотой, Нансену пришлось лечить их, закапывая в глаза кокаин.
29 августа ветер утих, после чего экспедиция двинулась прямым курсом. Дорога была чрезвычайно тяжёлой, дневные переходы колебались от 8 до 15 км. Подъём не прекращался, только 5 сентября экспедиция достигла высоты 2720 м. . Путешественники сильно страдали от жажды и от холода: Нансен не рассчитывал на столь низкие температуры. 11 сентября спиртовой термометр показал, что температура опустилась ниже −37 °C (больше на термометре не было делений). Уже после возвращения профессор Мон вычислил, что ночью температура опускалась до −45 °C. Амплитуда дневных температур на высокогорье тоже была велика: в полдень 3 сентября на солнце термометр показывал +31 °C, а в тени —11 °C. 5 сентября был сильный шторм с метелью.
Серьёзной проблемой для экспедиционеров стал жировой голод. Свердруп даже хотел употребить в пищу сапожную мазь, сделанную на основе льняного масла. Суточный паёк на человека составлял около 1 кг твёрдой пищи, но члены команды сильно страдали от обезвоживания, поскольку влажность воздуха на леднике близка к нулю, а спирта не хватало для растопки достаточного количества льда. (В конце концов Нансен изобрёл следующий напиток: снег поливается лимонной кислотой и посыпается сахаром). Несмотря на тяжелейшие условия, научная программа выполнялась неукоснительно.
18 сентября впервые задул попутный ветер, после чего можно было идти под парусами. 19 сентября Нансен сильно обморозил пальцы рук, а кроме того, от усталости он и Свердруп забыли завести хронометры, и они остановились. 24 сентября путешественники достигли материковой земли. Переход через ледник длился 41 день, пройденное на лыжах расстояние — 472 км.

### На западном побережье Гренландии

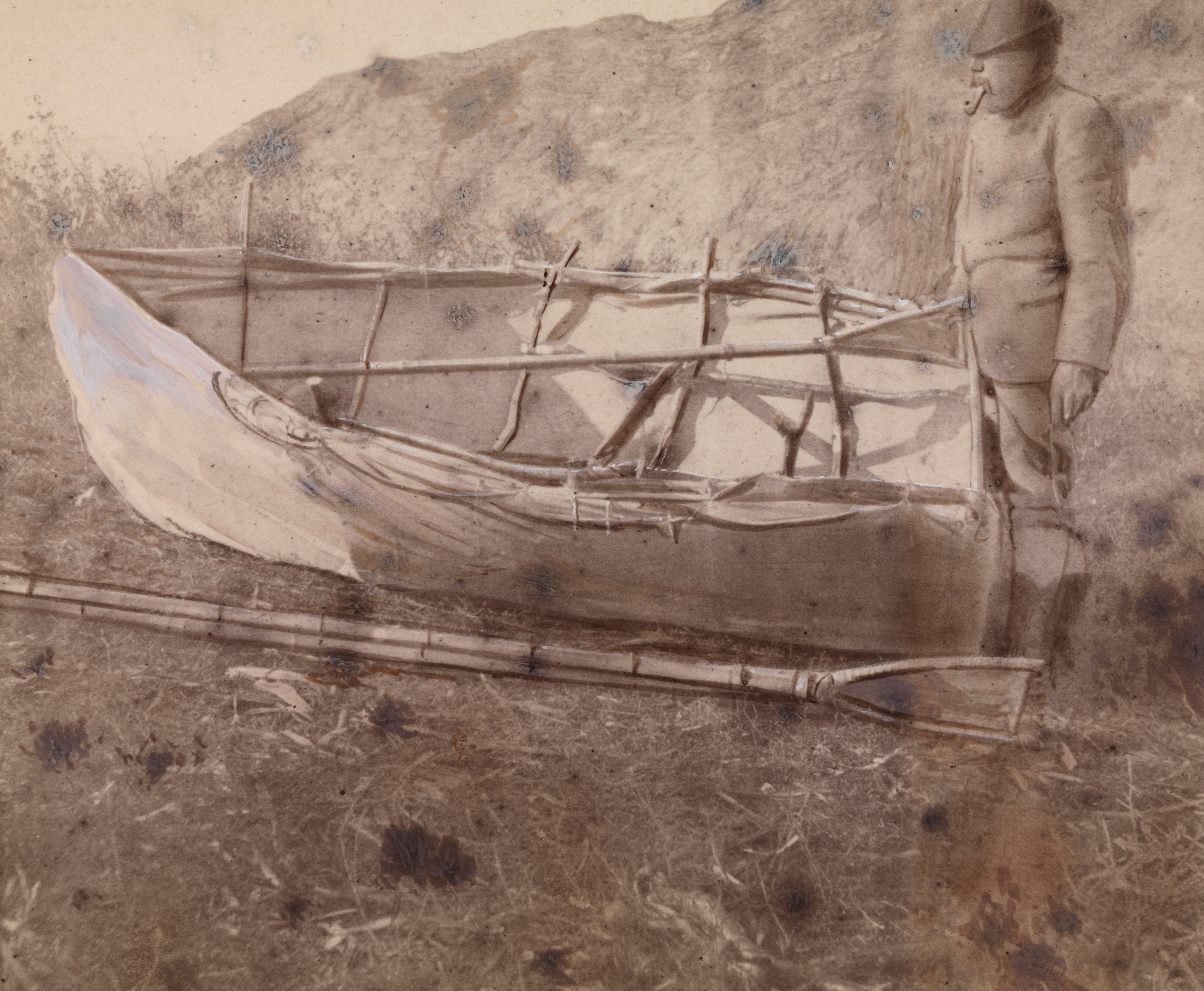
Отто Свердруп рядом с недостроенной лодкой

Ближайшим путём к Готхобу был Амералик-фьорд, к истокам которого экспедиционерам нужно было попасть. Дорога шла по камням и болотам, и была очень тяжела, докучал путешественникам и гнус. 26 сентября было решено, что Нансен и Свердруп построят из подручных материалов лодку и попытаются найти помощь. Лодку сделали из ивовых сучьев и лыжных бамбуковых палок, обтянув её парусиной. Лодка имела в длину 2,65 м, 1,42 м в ширину и осадку 61 см.. Для вёсел подобрали вилообразные ивовые ветви, которые привязали к лыжным палкам.

«Плывя в лодке, я застрелил шесть больших чаек, и теперь каждый из нас съел по две штуки. <…> Свердрупа однажды спросили, хорошо ли мы их тогда вычистили. „Право, не знаю, — сказал он, — я видел, как Нансен что-то тащил из них, это была, верно, часть кишок, ну, а всё остальное пошло в суп; но лучшего я никогда не ел!“»

1 октября Нансен и Свердруп достигли фьорда Итивдлек — северного рукава Амералика. На берегу они обнаружили огромные заросли водяники, которую жадно ели, не имея другой растительной пищи. Только 3 октября экспедиционеры добрались до посёлка Хернхут, основанного немецкими миссионерами, где их встретил торговый чиновник Густав Бауман. Самой важной новостью для Нансена было наличие парохода, шедшего на родину. Выяснилось, что в середине октября должен уйти последний пароход из Ивигтута (400 км к югу от Готхоба), следовательно, экспедиционеры опоздали. В тот же день, четверо оставшихся членов экспедиции закончили переноску имущества к истокам Амералик-фьорда. 6 октября их нашли эскимосы, посланные Нансеном, а 12-го они вернулись в Готхоб. Предстояла зимовка.

### Зимовка и возвращение

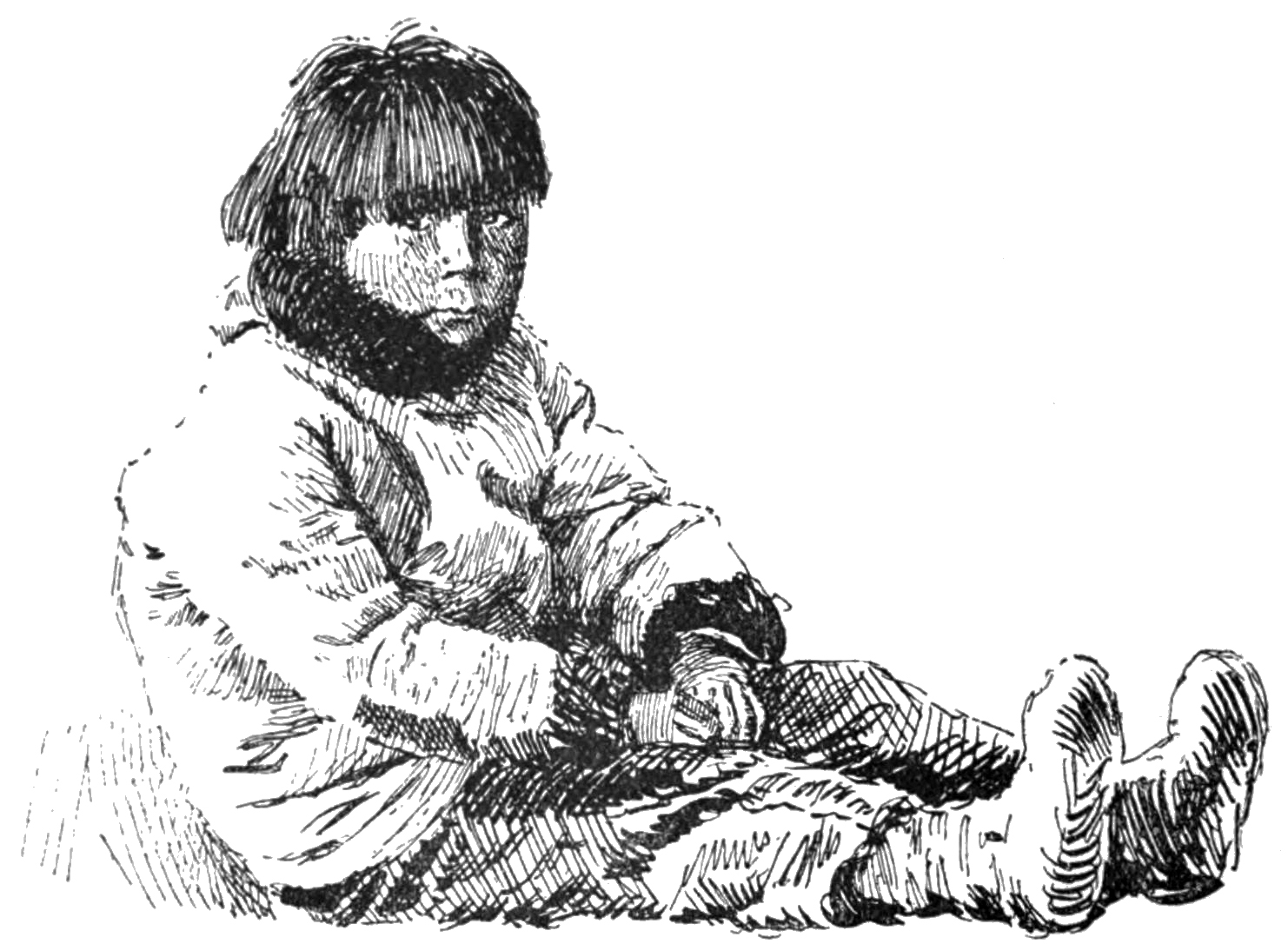
«Эскимосский мальчишка из Готхоба». Рисунок из книги Нансена «The first crossing of Greenland».

Отправившийся на каяке 6 октября 1888 года из Готхоба гонец-эскимос сумел догнать пароход «Фокс» в Ивигтуте. Его капитан не собирался идти в Готхоб в середине октября, имея на борту рабочих криолитовых рудников, возвращавшихся в Данию. 6 месяцев члены экспедиции прожили в Готхобе. Нансен занялся этнографией, поселившись среди эскимосов, изучая их язык и обычаи.
15 апреля 1889 года в Готхоб прибыл пароход «Видбьёрн», на котором члены экспедиции отплыли в Копенгаген, куда прибыли 21 мая. В столице Дании путешественники стали гостями спонсора похода — А. Гамеля. На родину они вернулись пароходом «Мельхиор» 30 мая 1889 года как триумфаторы. Профессор Брёггер писал в биографии Нансена:

«Для большинства толпившихся на пристани людей Нансен был викингом, связывающим саги отдалённого прошлого с сагой сегодняшнего дня, с сагой о лыжнике, скатывающемся с головокружительной высоты… Нансен являлся для них олицетворением национального типа».

Нансен получил в ознаменование своих заслуг две награды: медаль «Веги» Шведского общества антропологии и географии, и медаль Виктории Королевского географического общества Великобритании.
По результатам экспедиции Нансен написал две книги: двухтомную «На лыжах через Гренландию» (норв. Paa ski over Grønland) и этнографическое описание «Жизнь эскимосов» (норв. Eskimoliv), немедленно переведённые на английский язык. В дореволюционной России эти книги не переводились. В 1928 году Нансен сильно сократил описание перехода через Гренландию. Именно с этого варианта и делались все последующие русские переводы книги (1930, 1937).

### Итоги и результаты
Широкая публика рассматривала Гренландскую экспедицию в первую очередь как грандиозное спортивное достижение: впервые был пересечён ледяной купол Гренландии. Однако это же предприятие принесло большое количество сведений по физической географии: Нансен впервые определил характер распространения материкового оледенения как на восточном, так и западном побережье Гренландии. Была опровергнута гипотеза А. Норденшельда о существовании оазисов во внутренних областях острова. Чрезвычайно важным был вывод Нансена о том, что Гренландский ледник следует считать довольно точной моделью четвертичного оледенения, оказывающего влияние на атмосферные процессы Северного полушария.
Нансен заявил, что Гренландский ледник имеет форму выпуклого щита, постоянно расширяющегося к северу (это было подтверждено последующими экспедициями). Наибольшей высоты он достигает в южной половине острова, к северу высота уменьшается, а форма поверхности становится плоской. Ледник «стекает» на восток и на запад, «как это можно было бы ожидать от расплавленной тягучей массы». Эта «математически правильная форма» ледника определяется не чертами подлёдного рельефа, а в первую очередь атмосферными процессами. Соответственно, течение ледника периодически приводит к его обламываниям («ледник телится», по выражению Нансена) с образованием айсбергов.
Важным открытием Нансена было то, что поверхность Гренландского ледника не ледяная, а снежная, и даже в самое тёплое лето количество выпавшего снега не уменьшается вследствие таяния. А. И. Воейков, опубликовавший в 1893 г. статью «Научные результаты путешествия в Гренландию Нансена», назвал её одним из самых достопамятных путешествий новейшего времени, а наблюдения, сделанные Нансеном во внутренних областях Гренландии — имеющими цену открытия.
Экспедиция в Гренландию сыграла важную роль в подготовке похода на Северный полюс. В Готхобе Нансен обнаружил странную дощечку, украшенную китайским бисером. Позднее удалось выяснить, что это была копьеметалка, используемая эскимосами Аляски. Она была принесена дрейфующими льдами, как и вся древесина, используемая гренландскими аборигенами. Пробы почвы и минералов, взятые Нансеном с дрейфующих льдов восточного побережья Гренландии, содержали диатомеи, идентичные обнаруженными Норденшельдом во льдах Берингова пролива. Для практики походов во льдах огромное значение сыграло освоение Нансеном навыков выживания эскимосов: покрой полярной одежды, использование ездовых собак, нарт и каяков.